# Campionato europeo femminile di pallacanestro Under-18 2014
Il Campionato europeo femminile di pallacanestro Under-18 2014 (noto anche come FIBA EuroBasket Women Under-18 2014) si è svolto in Portogallo, a Matosinhos.

## Classifica finale
| Campione d'Europa | Campione d'Europa | Campione d'Europa |
| ----------------- | ----------------- | ----------------- |
| Russia            |                   |                   |
| Argento           | Francia           |                   |
| Bronzo            | Spagna            |                   |
| 4.                | Serbia            |                   |
| 5.                | Belgio            |                   |
| 6.                | Paesi Bassi       |                   |
| 7.                | Italia            |                   |
| 8.                | Croazia           |                   |
| 9.                | Portogallo        |                   |
| 10.               | Slovenia          |                   |
| 11.               | Rep. Ceca         |                   |
| 12.               | Polonia           |                   |
| 13.               | Lituania          |                   |
| 14.               | Grecia            |                   |
| 15.               | Turchia           |                   |
| 16.               | Svezia            |                   |